# Menstruation
 Der er for få eller ingen kildehenvisninger i denne artikel, hvilket er et problem. Du kan hjælpe ved at angive troværdige kilder til de påstande, som fremføres i artiklen.

Menstruation (fra latin mensis = måned) er den naturlige udstødning af ægceller (normalt eet æg) og blod fra livmoderslimhinden. 
Den forekommer for kønsmodne kvinder – startende ved menarchen (første menstruation) og sluttende ved menopausen (sidste menstruationer) – i en cyklus på ca. 28-35 dage Nogle kvinders cyklus er mere påvirkelig end andres, således den påvirkes af fysiske og psykiske forhold. 
Menstruationscyklus beregnes fra 1. blødningsdag. En cyklus består af en follikulær fase,  hvor ægget modnes i ovarierne op til ægløsningen (ovulation). Dette efterfølges af en luteal fase, hvilket resulterer i menstruation, såfremt ægget ikke bliver befrugtet.
Forskellige kulturer følger egne skikke ved menstruation og kan have særlige riter tilknyttet en piges debut.

## Debut
En ung piges første menstruation kaldes menarchen, og forekommer typisk i alderen 9 til 15 år – med 12-13 år som gennemsnit (12,5 år i USA, 12,72 år i Canada, 12,9 år i Storbritannien). 
Førtidig eller forsinket menarche kan være udtryk for underliggende mangler/sygdomme og bør altid undersøges nærmere.
I løbet af midt 40'erne vil kvindens menstruationscyklus nærme sig sin afslutning, hvilket kommer til udtryk i forringet frugtbarhed og uregelmæssig menstruation (samt ofte div. fysiske gener): perimenopause. Denne er et forstadie til den egentlige menopause, hvor menstruationen endelig ophører, og kvinden ikke længere er frugtbar. Den forekommer i vestlige lande normalt, når kvinden er i sen 40'erne til midt-50'erne.
Nogle kvinder har kraftige smerter, også kaldt dysmenorea, i forbindelse med menstruationen – det kan variere fra gang til gang, såvel som fra kvinde til kvinde.
Eksempelvis underernæring (fx ved anoreksi) eller overdreven hård fysisk træning kan medføre alvorlig forstyrrelse i (evt. udeblivelse af) menstruationen.
P-pillen er een af mange præventionsformer: den indvirker via kunstige hormoner på ægløsningen og dermed hele menstruations-mekanismen.

## Udeblivelse af menstruation
Udeblivelse af menstruation Inddeles i to underkategorier.
Primær Amenoré (amenorrhoea primaria): Udeblivelse af menstruation efter kvindens fyldte 18. år.
Sekundær Amenoré (amenorrhoea secundaria): Udeblivelse af menstruation i over et halvt år, dvs. udeblivelse efter tidligere oplevet menstruation. Findes naturligt under graviditet, laktation (ammeperiode) og efter menopause. Kan dog også opstå under forskellige sygdomme og gennem diverse miljøpåvirkninger.
Udeblivelse af menstruation kan blandt andet skyldes polycystisk ovariesyndrom.